# Weihnachtsflut 1717

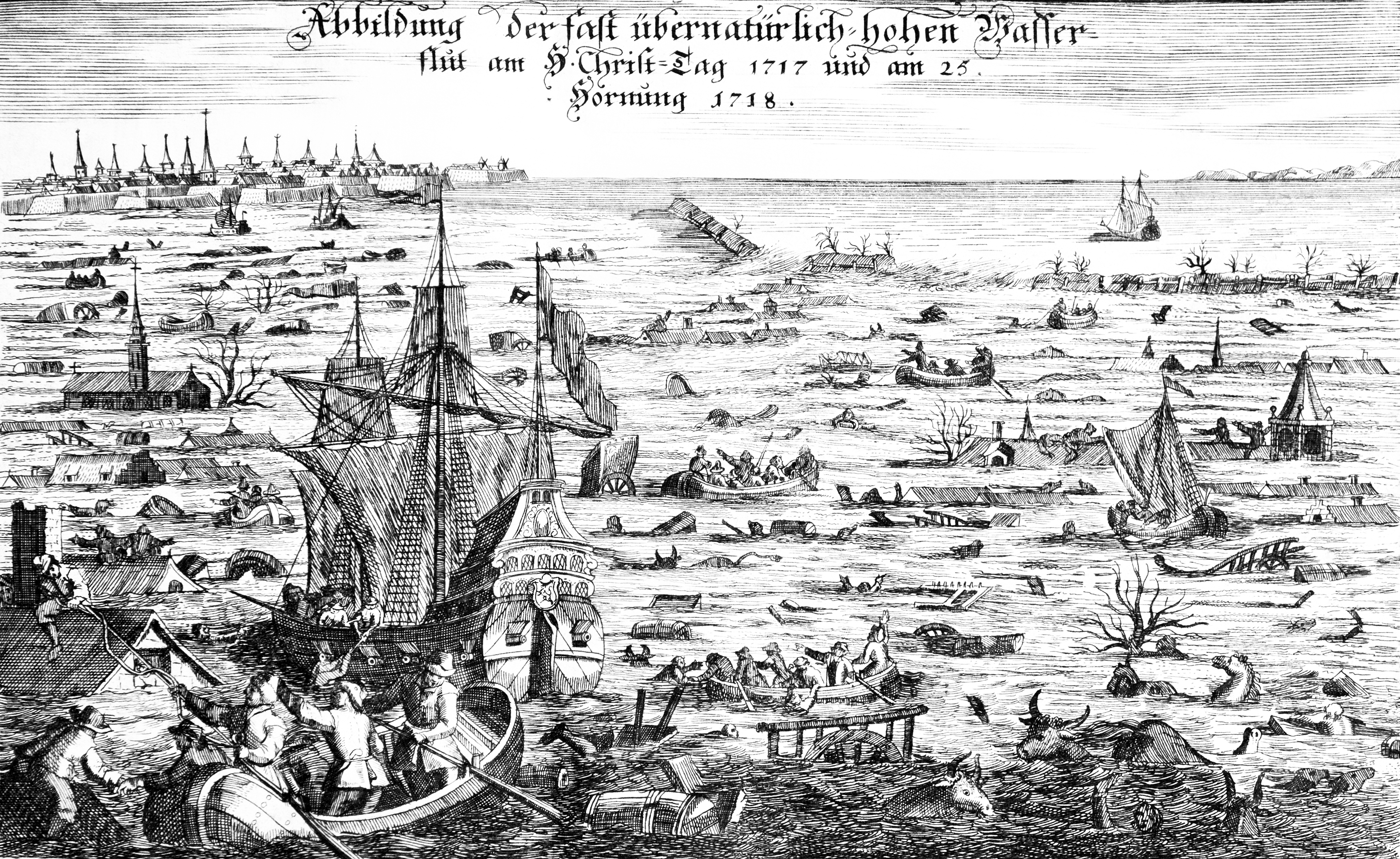
Darstellung der Weihnachtsflut von 1717

Als Weihnachtsflut wird die Sturmflut an der kontinentaleuropäischen Nordseeküste vom 24. auf den 25. Dezember 1717 bezeichnet. Sie wurde von einem plötzlich einsetzenden Nordweststurm verursacht. Zwischen den Niederlanden und Dänemark kam es zu zahlreichen Deichbrüchen und verheerenden Überschwemmungen. Von Tondern im nördlichen Herzogtum Schleswig bis zum ostfriesischen Emden ertranken etwa 9000 Menschen; auch in den Niederlanden starben 2500 Personen. Eine erneute Sturmflut ereignete sich in der Nacht vom 25. auf den 26. Februar 1718.

## Die Wetterlage

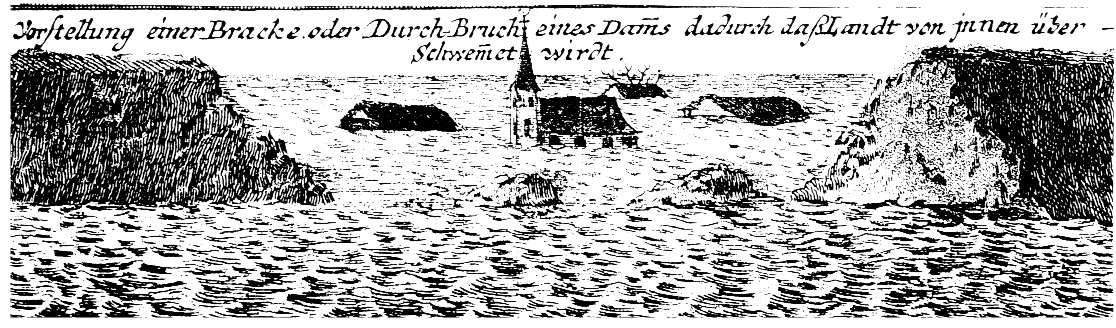
Darstellung eines Deichbruchs bei der Weihnachtsflut von 1717, Ausschnitt aus der Kupferstichkarte von Homann, Nürnberg (um 1718)